# À l'ouest de Tokyo
À l'ouest de Tokyo (西荻夫婦, Nishiogi Fūfu, litt. « Le couple Nishiogi ») est un manga de Naito Yamada. Traduit en français par Ryōko Sekiguchi et Samson Sylvain, ce manga est publié par les éditions Carabas.

## Synopsis
L'histoire d'amour de Michan et Naito face à la passion qui disparait.

## Dessin
Se démarquant du style de dessin de manga traditionnel, Yamada Naito utilise la photographie et l'informatique.